# The Boxer
〈The Boxer〉는 미국의 음악 듀오인 사이먼 & 가펑클이 다섯 번째 앨범 《Bridge over Troubled Water》 (1970년)에서 녹음한 곡이다. 이 듀오와 로이 할리가 제작한 이 앨범은 1969년 3월 21일 이 앨범의 리드 싱글로 발매되었다. 폴 사이먼이 쓴 이 곡은 1인칭 애도의 형태와 3인칭 복서의 촌극을 다양하게 표현한 포크 록 발라드이다. 이 가사는 대부분 자서전적이어서 성경에 의해 부분적으로 영감을 받았고, 그들이 부당한 비판을 받고 있다고 느끼는 시기에 쓰여졌다. 그 노래의 가사는 빈곤과 외로움을 논한다. 이 노래는 특히 애처로운 후렴구로 잘 알려져 있는데, 그들은 'lie-la-lie'를 부르며 심하게 반향된 북을 동반한다.
이 듀오의 가장 성공적인 싱글 중 하나인 〈Mrs. Robinson〉의 후속곡이었다. 그 곡은 빌보드 핫 100에서 7위를 차지했다. 그 곡은 네덜란드, 오스트리아, 남아공, 캐나다에서 가장 높은 순위를 차지하며, 9개국에서 상위 10위 안에 들면서, 국제적으로 좋은 성과를 거두었다. 《롤링 스톤》은 역사상 가장 위대한 노래 500곡 중 106위에 선정되었다.